# 結城あくつ
結城 あくつ（ゆうき あくつ、10月18日 - ）は、日本の男性声優。ベルプロダクション所属。千葉県出身。旧芸名は阿久津 裕希（あくつ ゆうき）。

## 人物
映像テクノアカデミア出身。
趣味はバスケットボール、サッカー観戦。特技は両利き。資格は普通自動車運転免許。

## 出演

### テレビアニメ
- LUPIN the Third -峰不二子という女-（職員A）

### 劇場アニメ
- 劇場版 NARUTO -ナルト- 疾風伝 ザ・ロストタワー
- 新劇場版 頭文字D Legend1 -覚醒-（レッドサンズ、他）
- 新劇場版 頭文字D Legend2 -闘走-（男P、他）
- 新劇場版 頭文字D Legend3 -夢現-

### ドラマCD
- 雅恋
- 先生はダミー

### ゲーム
- ロミオVSジュリエット （サイフォン卿 他）
- 大逆転裁判 -成歩堂龍ノ介の冒險-（クログレイ 他）

### 吹き替え

#### 映画
- シックスヘッド・ジョーズ （ジェームズ[2]）
- HELL（ミカ）※DVD版
- ロボット ※ファミリー劇場版
- ガン・シティ〜動乱のバルセロナ〜（ロメロ） （2018年、Netflix）
- シティ・オブ・タイニー・ライツ（ブライアン）（2019年、Netflix）
- ゲーム （フォリー）（2019年、Netflix）
- U.M.A レイク・プラシッド3（アーロン）
- ライフ・アズ・ファニータ（ドリュー）（2019年、Netflix）
- キャンプ・アフガン（エバース 他）
- リービング・アフガニスタン（マジェット）
- 10ミニッツ（ミッチ）
- デンジャー・クロース 極限着弾（ライリー）
- ハスラーズ（レニー）
- ラ・バンバ（レロ）
- チキンがおいしいレストラン（フアン）
- ベン・イズ・バック （ジャンキー）
- ザ・ホワイトタイガー（温家宝 他）（2021年、Netflix）
- パーマー （ハップ 他）（2021年、Apple TV+）
- ブレイド・オブ・ウィンド 斬風刀 （伏鎮）
- 白蛇2: 青蛇興起（2021年、Netflix）
- ドリームプラン
- 僕の巡査
- EMMA エマ
- レプタイル -蜥蜴- (ウォーリー) （2023年、Netflix）
- Fair Play フェアプレー (ジェイ) （2023年、Netflix）
- フライ・ミー・トゥ・ザ・ムーン（2024年[3]）

#### ドラマ
- グッドラック・チャーリー #27 ､32~#97（レイモンド）
- クリミナル・マインド 特命捜査班レッドセル #5（デヴィッド）
- レバレッジ 〜詐欺師たちの流儀 シーズン3､5 （ロミオ 他）
- クラッシュとバーンスティーン（トレイ）
- うわさのツインズ リブとマディ S1､2 ､4（トッド 他）
- TRUE DETECTIVE/二人の刑事 （ジミー 他）
- LAW & ORDER:UK S3（リーウッド 他）
- ダウントン・アビー S4､5 （サー・ジョン[4]）
- ブラックリスト S2､3､4､5（ウォーボリスキ 他）
- ブラックリスト リデンプション（タスカー）
- クリミナル・マインド FBI行動分析課 S6､7､8､9､10､12（ボブ、ファインバーグ、トレント 他）
- 奇皇后（村人2 他）
- ベター・コール・ソウルS1､2､3､4(ヒメネス 他)
- アクエリアス 刑事サム・ホディアックS1､2（ロン・ケラハー）
- ジェシカ・ジョーンズ
- マスター・オブ・ゼロ
- NCIS: ニューオーリンズ S1､2､5（アンソニー）
- ARROW/アロー S4､5（ポール）
- Marvel アイアン・フィスト（2017年、Netflix）
- エクスパンス -巨獣めざめる-　S2､3､4（コティアール、アシュフォード）
- Resurface: 波に包まれて（2017年、Netflix）
- ラスト･タイクーン S1（リドル、グリーン神父）（2017 Amazonビデオ）
- SUPER BOOK シーズン2（ポルキオ 他[5]））
- ジャン＝クロード・ヴァン・ジョンソン S1（アンドレイ 他）（2017 Amazonビデオ）
- エレクトリック・ドリームズ S1（2018 Amazonビデオ）
- インポスターズ 美しき詐欺師たち S2（エステバン 他）
- ブラックライトニング S1､3（ヒダルゴ 他）
- ヴォルトロン S7（アダム）
- ハップとレナード〜危険な2人〜 S3（カンタック、クリントン 他）
- iゾンビ S3､4､5（ハーリー、ディノ）
- デイアフターZ シーズン2（警備主任 他）
- パーフェクトスイーツ S2（ジョン）（2018年、Netflix）
- ロア〜奇妙な伝説〜 s2（2019 Amazonビデオ）
- ザ・ワインショー〜極上ワインに魅せられて〜（2019 WOWOW ）
- 5ファースト・デート s1（エイドリアン 他）（2019年、Netflix）
- Queer Eye（クィア・アイ）s3（2019年、Netflix）
- ニックのいたずら s1（シャルマ）（2019年、Netflix）
- Mr.イグレシアス s1､3（ディクソン）（2019年、Netflix）
- レガシーズ s1（カート）
- リアルガールズ・イン・プリズン s2（ウィリアム、アンダーソン）
- レジデント 型破りな天才研修医 s2､3（フロイド、ワード）
- ノスフェラトゥ s1､2 （クリス）（2019 Amazonビデオ）
- ビッグシティ・グリーン（グリゴリアン）
- ドリー・パートンのハートフル・ソング（トミー）（2019年、Netflix）
- ナルコワールド：麻薬取引の実態　s1　（2019年、Netflix）
- Go! Go! コリー・カーソン s1､2~5､6（パパ・オトゥール）（2020年、Netflix）
- Go! Go! コリー・カーソン: クリシーとおどろう　（パパ・オトゥール）（2020年、Netflix）
- Go! Go! コリー・カーソン: クリシーとあそぼう　（パパ・オトゥール）
- 法医学医 ダニエル・ハロウ s1（マイケル 他）
- コードネーム: ウイスキー&キャバリエ -ふたりは最強スパイ-　s1（2020 WOWOW ）
- ノット・オーケー s1 （リッキー）（2020年、Netflix）
- ビッグ・フラワー・ファイト　s1（レイモンド）　（2020年、Netflix）
- ナイトアース　s1　（2020年、Netflix）
- バーナード葬儀社 s1（ムハンマド 他）（2021年、Netflix）
- キッド・コズミック s1（ジャイアントロボット 他）（2021年、Netflix）
- ジニー&ジョージア s1､2（ガブリエル 他）（2021年～、Netflix）
- スタートアップ: 夢の扉（ウォン・ドゥジョン）
- CITY ON A HILL / 罪におぼれた街 s1､2 （ミノーグ、他）
- SEAL Team/シール・チーム s1､3（ディーク、他）
- ザ・ルーキー 40歳の新米ポリス!? s1（ドナルド、他）
- 世界で極める! 魅惑のバケーションレンタル s1（2021年、Netflix）
- インベージョン s1（2021年、Apple TV+）
- 刑事ヴィスティング～殺人鬼の足跡～ （モッテン、他）（2022 WOWOW ）
- 黒い王妃 カトリーヌ･ド･メディシス（ルッジェーリ）（2022年、Apple TV ）
- メイヤー・オブ・キングスタウン s2 (ホレス)
- チャッキー S3 (テディ)
- 終末のフール (チェ大佐)（2024年、Netflix）
- 寄生獣 -ザ・グレイ-（2024年、Netflix）
- ランド・オブ・ウーマン（ケヴィン）（2024年、Apple TV ）
- NCIS 〜ネイビー犯罪捜査班　s17 （クレイン）
- ウーマン・イン・ブルー　(ロサノ)　（2024年、Apple TV ）
- 焦がれ (マッシモ)（2024年、Netflix）
- シュガー (ケニー) （2024年、Apple TV ）
- ジャスティス・シーカー  (ココ) （2024年、Apple TV ）
- マーサー教授の殺人事件簿  (ウェス) （2025 WOWOW ）
- FBI：インターナショナル s4  (エリアス) （2025 WOWOW ）

#### アニメ
- アニメ 世界偉人伝（ピンソン、バルトロメ、ハミルトン、ゲイツ、イギリス兵6 他）
- おっはよー!アンクル・グランパ
- ボージャック・ホースマン シーズン6（2019年、フランコ）
- スペースドギーズ S1､2（2021年、ジェシー、スターダスト、他）
- ゼウスの血 S2､3 (ラグマンチュス、ブロンテス)（2024年、Netflix）

### ボイスオーバー
- ディスカバリーチャンネル「逃亡犯の告白：詐欺師の策略」（コッブズ 他）
- ディスカバリーチャンネル「ギャングの妻たち：娘リトル・リンダの場合」（ジョーイ 他）
- ヒストリーチャンネル「メガ・ムーバーズ｣
- ヒストリーチャンネル「世界の奇妙な風習」（ゴンザレス 他）
- ヒストリーチャンネル「ウォリアーズ (Warriors)」（通訳 他）
- ヒストリーチャンネル「射撃王〜10万ドルを手にするのは誰だ〜」 シーズン3（ジェイク 他）
- ヒストリーチャンネル「古代の宇宙人presents エイリアンを調査せよ!｣
- ヒストリーチャンネル「呪われた島 オーク・アイランドと財宝の謎｣ （ダン・ヘスキー 他）
- バーダーズ 〜渡り鳥に魅せられて〜
- 冒険!世界ミステリーハンター シーズン4
- 潜入!世界を変えた工場
- World's Most Dangerous Shark?

### 映画
- シン・ゴジラ（2016年7月29日、東宝） - 声の出演

### CM
- メタルギアソリッド4 携帯編

### パチンコ
- ゴルゴ13（ファーガソン 他）
- スマスロ頭文字D 2nd （御木先輩）